# Escut d'Olius
L'escut oficial d'Olius té el següent blasonament:
Escut caironat: de gules, un castell escacat d'or i de sable obert acompanyat de 2 muntants d'argent sobremuntats d'una flor de lis d'argent. L'escut acoblat d'un bàcul de bisbe d'or posat en pal i timbrat d'una corona de marquès.

## Història
Va ser aprovat el 25 d'abril de 1989 i publicat al DOGC el 12 de maig del mateix any amb el número 1142.
S'hi representa l'antic castell d'Olius (segle x), que al començament era la residència dels comtes d'Urgell (per això el castell conté les armes del comtat: escacat d'or i de sable). El 1182, el comte Ermengol I va cedir el castell al monestir de Santa Maria de Solsona (simbolitzat pels muntants i les flors de lis). La corona de marquès i el bàcul fan al·lusió a l'antiga jurisdicció dels bisbes de Solsona, marquesos d'Olius.